# 536 (číslo)
Pět set třicet šest je přirozené číslo. Následuje po čísle pět set třicet pět a předchází číslu pět set třicet sedm. Římskými číslicemi se zapisuje DXXXVI a řeckými číslicemi φλς.

## Matematika
536 je:
- Deficientní číslo
- Složené číslo
- Šťastné číslo

## Astronomie
- (536) Merapi je planetka hlavního pásu, kterou v roce 1904 objevil George Henry Peters

## Roky
- 536
- 536 př. n. l.